# Državna cesta D52
Die Državna cesta D52 (kroatisch für ,Nationalstraße D52‘) ist eine Nationalstraße in Kroatien. Die Straße nimmt ihren westlichen Anfang an der Državna cesta D50 rund 3 km östlich von Otočac und führt durch das Vrhovinsko polje und über die Mala Kapela sowie den Nationalpark Plitvicer Seen nach Vrelo Koreničko bis Korenica, wo sie auf die Državna cesta D1 trifft und an dieser endet.
Die Länge der Straße beläuft sich auf 41,1 km.